# ZMDI Schachfestival
Das ZMDI Schachfestival (nach dem Unternehmen ZMDI) ist ein Schachturnier in Dresden.

## Geschichte
„Das Dresdner Schachfestival geht auf eines der ersten bedeutenden Kapitel Dresdner Schachgeschichte zurück. Am 17. Juli 1892 wurde im Saal der Philharmonie des Dresdner Gewandhauses der VII. Kongress des Deutschen Schachbundes (DSB) eröffnet. Ausrichter war der 1876 gegründete Dresdner Schachbund, der um die Jahrhundertwende sogar zum größten Schachverein Deutschlands avancierte. Damals war der DSB-Generalsekretär Zwanzig fest davon überzeugt, dass Dr. Siegbert Tarrasch das erste Dresdner Meisterturnier gewinnen würde. Schon zur Eröffnung zeigte er ihm den ersten Preis, einen 1000-Mark-Schein. Derart motiviert gewann der Nürnberger mit anderthalb Punkten Vorsprung auf die Meister Markovetz aus Budapest und Porges aus Prag.“ Aus Anlass des 100. Jubiläums dieser Ereignisse, wurde im Jahr 1992 das 1. Dresdner Schachfestival durchgeführt.

## Turniere

### ZMD-Open
Das Dresdner Open (seit 2002 ZMD-Open) ist das wichtigste Turnier im Rahmen des Dresdner Schachfestivals. Es ist international hochkarätig besetzt und das größte seiner Art in Ostdeutschland.

### Dresdner Porzellan-Cup
Die Anregung, Schachspiele aus Porzellan in der Sächsischen Porzellan Manufaktur Dresden herzustellen, gab ein Mitglied von Chess Collectors International aus Dresdens Partnerstadt Hamburg.

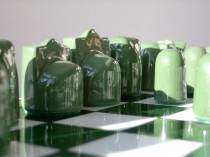
Sog. arabisches Schachspiel von 1995 aus der Sächsischen Porzellan-Manufaktur Dresden

Im September 1996 wurde zur Offenen Deutschen Dameneinzelmeisterschaft, die der Dresdner Schachfestival eV. an der Elbe ausrichtete, erstmals ein arabisches Schachspiel aus Dresdner Porzellan ausgestellt. „Der 'Dresdner Porzellan-Cup' verband die Gegenwart mit der Vergangenheit und offenbarte dabei ganz besondere Verbindungen, die es zwischen der Stadt Dresden, der Kunst, der Religion und dem Schach gibt. Am 15. Januar 1708, gelang Johann Friedrich Böttger, Ehrenfried Walther von Tschirnhaus und Gottfried Pabst von Ohain in der Elbestadt die Erfindung des Europäischen Porzellans. Schon drei Jahre später sind Schachfiguren in Böttgers Produktionsliste verzeichnet. Das Schachspiel aus Dresdner Porzellan, wurde in der Sächsischen Porzellan-Manufaktur Dresden in der klassischen Technologie aus dem 18. Jahrhundert hergestellt. Die einfach gehaltenen Figuren muten zwar sehr modern an, aber ihre Geschichte reicht nach Arabien bis in das achte Jahrhundert zurück. Von Modelleur Olaf Stoy wurden sie eigenhändig in Museen vorhandenen Originalen nachempfunden, die seinerzeit in Elfenbein oder in Knochen geschnitten wurden. Der Grund für die stereometrischen und geometrischen Formen der Figuren ist die islamische Religion. Sie verbietet die Abbildung des Menschen und anderen Lebewesen. Da man zur damaligen Zeit in der arabischen Welt die Vorschriften des Korans streng befolgte, wurden die Figuren aus den drei Grundformen Kegel, Zylinder und schmaler rechteckiger Körper entwickelt. An den Figuren aus der Manufaktur wird deutlich, welche Techniken man damals zur Unterscheidung der einzelnen Figuren einsetzte. Sie wurden in verschiedenen Höhen flach abgeschnitten, an der ganzen Kuppe oder Segmentweise abgerundet, eingekerbt, mit knopfartigen Aufsätzen oder vorspringenden Wölbungen versehen. Die sächsischen Landesfarben weiß und grün entstanden durch den Zusatz von Farboxiden zu einem Teil der Porzellanmasse.“